# Dragon Ball – The Movie: Die Legende von Shenlong
Dragon Ball – The Movie: Die Legende von Shenlong ist der erste von vier Kinofilmen zur Anime-Serie Dragon Ball, ⁣⁣ die auf dem Manga Dragon Ball des Mangaka Akira Toriyama basiert. Wie bei den Anime-Serien wirkte Toriyama auch hier am Drehbuch mit. Die Erstausstrahlung erfolgte in Japan am 20. Dezember 1986 auf dem „Toei Manga Matsuri“-Filmfestival.
Der Film erschien in Deutschland bei polyband zuerst auf VHS und 2004 auf DVD. Carlsen Comics brachte bereits 2000 die dazugehörigen Anime-Comics heraus (Ausgaben 1 bis 4, April bis Juli 2000). Die Geschichte von der Legende von Shenlong bildet damit den Auftakt des sogenannten Dragon-Ball-Magazins, in dem später fast alle weiteren Dragon-Ball- und Dragon-Ball-Z-Filme erschienen sind.

## Handlung
Wie auch in den Dragon-Ball-Bänden 1 und 2 lernt Son-Goku in Die Legende von Shenlong das Mädchen Bulma kennen und erfährt von ihr die Bedeutung der Dragon Balls. Im weiteren Verlauf der Handlung treffen beide auch hier auf den „Herrn der Schildkröten“ (Muten-Roshi), Yamchu, Pool und Oolong.
Neue Figuren sind das kleine Mädchen Panji und als Antagonisten König Gurumes und seine Gefolgsleute Pasta und Bongo.
König Gurumes regiert das Land und führt ein luxuriöses Leben. Ihm schmeckt kein Essen mehr, das er bereits einmal gegessen hat und er mutiert aufgrund seiner Gier nach ständig neuen Gerichten zu einem Monster. In seiner Verzweiflung, keine neuen und schmackhaften Speisen mehr zu bekommen, sieht er nur einen Ausweg: Die Suche nach den Dragon Balls, um den heiligen Drachen Shenlong zu rufen, der ihm den Wunsch nach einem ganz neuen Gericht erfüllen soll.
Bei der Suche nach den Dragon Balls zerstören seine Gefolgsleute das Land um ein Dorf und bergen hierbei eine große Anzahl an wertvollen Edelsteinen, die sogenannten „Rich-Stones“. Den unterdrückten Dorfbewohnern missfällt das und nur Panji und ihr Vater setzen sich zur Wehr.
Inzwischen trifft Son-Goku auf Bulma und stellt bei der Rückkehr zu seinem Haus fest, dass sein Dragon Ball mit den vier Sternen, den er für seinen Großvater hält, verschwunden ist. Stattdessen findet er eine Münze vor. Bulma beschließt, die Diebe des Dragon Balls zu verfolgen und beide treffen dabei auf Panji und Oolong sowie auf Yamchu und Pool. Von Panji erfahren sie, dass König Gurumes nicht nur nach den Dragon Balls sucht, sondern auch nach den Rich-Stones graben lässt. Panji ist deshalb auf dem Weg zu Muten-Roshi, um ihn um Hilfe zur Rettung des Dorfes zu bitten. Yamchu belauscht das Gespräch und begibt sich zusammen mit seinem Gefährten Pool zur Schildkröteninsel. Er erhofft sich, dass Muten-Roshi Son-Goku ausschalten kann, damit er selbst leichter an die Dragon Balls gelangt. Son-Goku und seine Freunde treffen nach Yamchu auf der Schildkröteninsel ein und Muten-Roshi glaubt, dass sie ihn töten wollen. In einem Test mit der Wolke Jindujun stellt der Herr der Schildkröten jedoch fest, dass Son-Goku die Wahrheit sagt. Bulma bemerkt, dass Muten-Roshi einen Dragon Ball besitzt und bittet ihn ihr diesen zu überlassen. Aber auch Gurumes Gefolgsleute haben den Dragon Ball geortet und wollen ihn an sich bringen. Muten-Roshi setzt sie mit einem Kamehame-Ha außer Gefecht und Panji bringt ihre Bitte vor, sie zu begleiten und das Dorf zu retten. Bis auf Muten-Roshi begeben sich alle auf den Weg zum Palast von Gurumes. Dort kämpfen sie gegen den König und dessen Untergebene. Son-Goku versucht den Herrscher mit einem Kamehame-Ha zu besiegen, was ihm jedoch nicht gelingt. Bulma findet schließlich heraus, dass König Gurumes alle Dragon Balls gegessen hat. Sie wirft den letzten Dragon Ball, den sie von Muten-Roshi bekommen hat, in den Rachen von Gurumes, woraufhin der Drache Shenlong erscheint. Als sie und Yamchu ihren Wunsch nennen wollen, kommt ihnen Panji zuvor, die sich wünscht, dass es keine Rich-Stones mehr gibt, da diese Unglück bringen. (Ihr genauer Wunsch ist, dass sie sich wünscht, dass das alles nie passiert sei und alles so wie vor den Rich Stones war. Dadurch verwandelt sich auch die Landschaft wieder in die ursprüngliche Natur.) Shenlong erfüllt ihren Wunsch und nach seinem Verschwinden taucht König Gurumes wieder in seiner alten Gestalt auf.
Die Geschichte endet damit, dass Gurumes einen normalen Apfel als schmackhaft empfindet, Bulma und Yamchu zueinander finden und Son-Goku sich mit der Wolke Jindujun auf die erneute Suche nach den Dragon Balls begibt.

## Synchronsprecher
Die deutsche Synchronisation wurde vom Synchronstudio der Berliner MME Studios umgesetzt.
| Rolle         | Japanischer Sprecher (Seiyū) | Deutscher Sprecher |
| ------------- | ---------------------------- | ------------------ |
| Son-Goku      | Masako Nozawa                | Ann Vielhaben      |
| Bulma         | Tsuru Hiromi                 | Sonja Spuhl        |
| König Gurumes | Shūichirō Moriyama           | Gerald Paradies    |
| Panji         | Tomiko Suzuki                | Victoria Frenz     |
| Panjis Vater  | Shōzō Iizuka                 | Walter Alich       |
| Bongo         | Gorō Naya                    | Marlin Wick        |
| Pasta         | Mami Koyama                  | Diana Borgwardt    |
| Yamchu        | Tōru Furuya                  | Karlo Hackenberger |
| Pool          | Naoko Watanabe               | Viktoria Voigt     |
| Oolong        | Naoki Tatsuta                | Bernhard Völger    |
| Muten Roshi   | Kōhei Miyauchi               | Karl Schulz        |
| Schildkröte   | Daisuke Gori                 | Matthias Klages    |
| Shenlong      | Kenji Utsumi                 | Wolfgang Ziffer    |
| Erzähler      | Joji Yanami                  | Roland Hemmo       |

## Filme
Die Legende von Shenlong ist der erste von insgesamt vier Dragon-Ball-Kinofilmen. Ihm folgten Das Schloss der Dämonen, Son-Gokus erstes Turnier und Der Weg zur Macht. Die Filme der Dragon-Ball-Reihe sind jedoch nicht, wie bei den Dragon Ball Z-Filmen, weiterführende oder ergänzende Geschichten. Sie erzählen jeweils eine neue und somit eine alternative und eigenständige Version der Handlung des Mangas beziehungsweise des Animes Dragon Ball. So beinhalten die Filme auch Charaktere, die weder im Manga noch im Anime Dragon Ball vorkommen.
Die 1989 erschienene Realverfilmung Dragon Ball: The Magic Begins (Original-Titel: Xīn qī lóng zhū Shén lóng de chuán shuō) basiert auf dem Anime Die Legende von Shenlong.